# آگوست فروند
آگوست فروند (آلمانی: August Freund؛ زاده ۳۰ ژوئیهٔ ۱۸۳۵ درگذشته ۲۸ فوریهٔ ۱۸۹۲) یک شیمی‌دان در زمینه شیمی آلی اهل آلمان بود.